# Alex Metreveli
Aleksandr ("Alex") Iraklievich Metreveli (Ruso:Александр Ираклиевич Метревели) es un exjugador de tenis nacido en Georgia que representó a la Unión Soviética durante los años 1960 y 70. Su logro más recordado es haber alcanzado la final del Campeonato de Wimbledon de 1973 donde perdió ante el checo Jan Kodeš, en el año en que 80 jugadores boicotearon el torneo.
En su carrera conquistó 5 títulos, todos en canchas rápidas y tuvo buenas participaciones en todos los torneos de Grand Slam alcanzando instancia de semifinales en 3 de ellos. Su mejor año fue 1972, donde conquistó 3 títulos y alcanzó semifinales del Abierto de Australia y del Torneo de Roland Garros y cuartos de final en Wimbledon. En el torneo australiano fue derrotado por el experimentado Mal Anderson mientras que en Roland Garros logró derrotar al italiano Adriano Panatta y perdió en 5 sets ante el campeón Andrés Gimeno. Su mejor actuación en el US Open fue en 1974 donde perdió en cuartos de final ante el estadounidense Jimmy Connors en 4 sets. También fue 2 veces finalista de Wimbledon en dobles mixto junto a su compatriota Olga Morozova.
Representó a la Unión Soviética en Copa Davis entre 1963 y 1979, siendo finalista de la zona europea en múltiples ocasiones. Una de sus series más recordadas fue la final europea de 1974 cuando derrotaron a Checoslovaquia con dos victorias en individuales de Metreveli, la última ante Jan Kodeš por 7-5 en el quinto set. Se convirtió en el líder histórico de su país en total de partidos ganados (80-25), más victorias en individuales (56-14), más victorias en dobles (junto a Sergei Likhachev) (24-11), mejor pareja de dobles Likhachev-Metreveli (18-7), más series jugadas (38) y más años jugados (14). En 2006 fue galardonado por la ITF con la Davis Cup Award of Excellence, antes de la final entre Rusia y Argentina.
Metreveli era miembro de la Dynamo Sports Society  de su país. Tras su retirada fue ayudante de Shamil Tarpischev en el equipo ruso de Copa Davis y comentarista de tenis en la televisión rusa. En 2002 fue uno de los 4 primeros tenistas en entrar al Salón de la Fama del Tenis Ruso.

## Torneos de Grand Slam

### Finalista Individuales (1)
| Año  | Torneo    | Oponente en la final | Resultado   |
| 1973 | Wimbledon | Jan Kodeš            | 1-6 8-9 3-6 |

## Títulos en la Era Abierta (7)

### Individuales (5)
| Leyenda                |
| Grand Slam (0)         |
| Tennis Masters Cup (0) |
| ATP Tour (5)           |

| N.º | Fecha                | Torneo                       | Superficie | Oponente en la final | Resultado       |
| --- | -------------------- | ---------------------------- | ---------- | -------------------- | --------------- |
| 1.  | 10 de enero de 1971  | Hobart, Australia            | Dura       | John Alexander       | 7-6 6-3 4-6 6-3 |
| 2.  | 9 de enero de 1972   | Sídney, Australia            | Dura       | Patrice Dominguez    | 6-4 6-4 3-6 6-1 |
| 3.  | 16 de enero de 1972  | Hobart, Australia            | Césped     | Wanaro N'Godrella    | 6-2 6-4 6-3     |
| 4.  | 23 de enero de 1972  | Adelaida, Australia          | Césped     | Kim Warwick          | 6-3 6-3 7-6     |
| 5.  | 25 de agosto de 1974 | South Orange, Estados Unidos | Dura       | Jimmy Connors        | walkover        |

### Finalista en individuales (6) (Era Abierta)
- 1968: Monte Carlo (pierde ante Nicola Pietrangeli)
- 1973: Wimbledon (pierde ante Jan Kodeš)
- 1974: San Petersburgo (pierde ante John Newcombe)
- 1974: St Louis (pierde ante Stan Smith)
- 1974: Nottingham (pierde ante Stan Smith)
- 1976: Cleveland (pierde ante Haroon Rahim)